# Lijst van voetbalinterlands Iran - Noord-Korea
Deze lijst van voetbalinterlands is een overzicht van alle officiële voetbalwedstrijden tussen de nationale teams van Iran en Noord-Korea. De landen speelden tot op heden twintig keer tegen elkaar. De eerste ontmoeting, een kwalificatiewedstrijd voor het Wereldkampioenschap voetbal 1974, werd gespeeld in Teheran op 4 mei 1973. Het laatste duel, een kwalificatiewedstrijd voor het Wereldkampioenschap voetbal 2026, vond plaats op 10 juni 2025 in Mashhad.

## Wedstrijden
| №  | Plaats    | Datum             | Competitie                 | Wedstrijd          | Uitslag |
| -- | --------- | ----------------- | -------------------------- | ------------------ | ------- |
| 1  | Teheran   | 4 mei 1973        | WK 1974 kwalificatie       | Iran − Noord-Korea | 0 − 0   |
| 2  | Teheran   | 11 mei 1973       | WK 1974 kwalificatie       | Iran − Noord-Korea | 2 − 1   |
| 3  | Koeweit   | 24 september 1980 | Azië Cup 1980              | Iran − Noord-Korea | 3 − 2   |
| 4  | Koeweit   | 29 september 1980 | Azië Cup 1980              | Iran − Noord-Korea | 3 − 0   |
| 5  | Mashhad   | 5 februari 1985   | Vriendschappelijk          | Iran − Noord-Korea | 1 − 0   |
| 6  | Kathmandu | 2 juni 1988       | Azië Cup 1988 kwalificatie | Noord-Korea − Iran | 0 − 0   |
| 7  | Beijing   | 28 september 1990 | Aziatische Spelen 1990     | Iran − Noord-Korea | 2 − 1   |
| 8  | Beijing   | 6 oktober 1990    | Aziatische Spelen 1990     | Iran − Noord-Korea | 0 − 0   |
| 9  | Hiroshima | 30 oktober 1992   | Azië Cup 1992              | Noord-Korea − Iran | 0 − 2   |
| 10 | Doha      | 25 oktober 1993   | WK 1994 kwalificatie       | Iran − Noord-Korea | 2 − 1   |
| 11 | Pyongyang | 27 oktober 2003   | Azië Cup 2004 kwalificatie | Noord-Korea − Iran | 1 − 3   |
| 12 | Teheran   | 12 november 2003  | Azië Cup 2004 kwalificatie | Iran − Noord-Korea | 3 − 0   |
| 13 | Pyongyang | 30 maart 2005     | WK 2006 kwalificatie       | Noord-Korea − Iran | 0 − 2   |
| 14 | Teheran   | 3 juni 2005       | WK 2006 kwalificatie       | Iran − Noord-Korea | 1 − 0   |
| 15 | Teheran   | 15 oktober 2008   | WK 2010 kwalificatie       | Iran − Noord-Korea | 2 − 1   |
| 16 | Pyongyang | 6 juni 2009       | WK 2010 kwalificatie       | Noord-Korea − Iran | 0 − 0   |
| 17 | Doha      | 2 januari 2010    | Vriendschappelijk          | Iran − Noord-Korea | 1 − 0   |
| 18 | Doha      | 15 januari 2011   | Azië Cup 2011              | Iran − Noord-Korea | 1 − 0   |
| 19 | Vientiane | 14 november 2024  | WK 2026 kwalificatie       | Noord-Korea − Iran | 0 − 3   |
| 20 | Mashhad   | 10 juni 2025      | WK 2026 kwalificatie       | Iran − Noord-Korea | 3 − 0   |

## Samenvatting
| Competitie            | Totaal gespeeld | Winst Iran | Gelijk | Winst Noord-Korea | Doelsaldo Iran – Noord-Korea |
| --------------------- | --------------- | ---------- | ------ | ----------------- | ---------------------------- |
| WK-kwalificatie       | 9               | 7          | 2      | 0                 | 15 − 3                       |
| Azië Cup              | 4               | 4          | 0      | 0                 | 9 − 2                        |
| Azië Cup-kwalificatie | 3               | 2          | 1      | 0                 | 6 − 1                        |
| Aziatische Spelen     | 2               | 1          | 1      | 0                 | 2 − 1                        |
| Vriendschappelijk     | 2               | 2          | 0      | 0                 | 2 − 0                        |
| Totaal                | 20              | 16         | 4      | 0                 | 34 − 7                       |

FFIRI · 
A-internationals · 
Selecties · Bondscoaches · 
Statistieken · 
Iraans vrouwenelftal · 
Iran U21 · 
Iran U20 · 
Iran U19 · 
Iran U18 · 
Iran U17
1940 – 1969 · 
1970 – 1979 · 
1980 – 1989 · 
1990 – 1999 · 
2000 – 2009 · 
2010 – 2019 ·
2020 − 2029
Asian Cup 1960 · 
Asian Cup 1968 · 
Asian Cup 1972 · 
Asian Cup 1976 · 
Asian Cup 1980 · 
Asian Cup 1984 · 
Asian Cup 1988 · 
Asian Cup 1992 · 
Asian Cup 1996 · 
Asian Cup 2000 · 
Asian Cup 2004 · 
Asian Cup 2007 · 
Asian Cup 2011
WK 1978 · 
WK 1998 · 
WK 2006 · 
WK 2014 · 
WK 2018
OS 1964 · 
OS 1972 · 
OS 1976
1941 · 
1942–1946 · 
1947 · 
1948 · 
1949 · 
1950 · 
1951 · 
1952 · 
1953–1957 · 
1958 · 
1959 · 
1960–1961 · 
1962 · 
1963 · 
1964 · 
1965 · 
1966 · 
1967 · 
1968 · 
1969 · 
1970 · 
1971 · 
1972 · 
1973 · 
1974 · 
1975 · 
1976 · 
1977 · 
1978 · 
1979 · 
1980 · 
1981 · 
1982 · 
1983 · 
1984 · 
1985 · 
1986 · 
1987 · 
1988 · 
1989 · 
1990 · 
1991 · 
1992 · 
1993 · 
1994 · 
1995 · 
1996 · 
1997 · 
1998 · 
1999 · 
2000 · 
2001 · 
2002 · 
2003 · 
2004 · 
2005 · 
2006 · 
2007 · 
2008 · 
2009 · 
2010 · 
2011 · 
2012 ·
2013 ·
2014 ·
2015 ·
2016 ·
2017 ·
2018 ·
2019 ·
2020 ·
2021 ·
2022 ·
2023 ·
2024
Afghanistan ·
Albanië ·
Algerije ·
Angola ·
Argentinië ·
Armenië ·
Australië ·
Azerbeidzjan ·
Bahrein ·
Bangladesh ·
Bolivia ·
Bosnië en Herzegovina ·
Botswana ·
Brazilië ·
Bulgarije ·
Burkina Faso ·
Cambodja ·
Canada ·
Chili ·
China ·
Costa Rica ·
Cyprus ·
Denemarken ·
Duitsland ·
Ecuador ·
Egypte ·
Engeland ·
Filipijnen ·
Frankrijk ·
Georgië ·
Ghana ·
Guam ·
Guatemala ·
Guinee ·
Hongarije ·
Hongkong ·
Ierland ·
IJsland ·
India ·
Indonesië ·
Irak ·
Israël ·
Jamaica ·
Japan ·
Jemen ·
Joegoslavië ·
Jordanië ·
Kameroen ·
Kazachstan ·
Kenia ·
Kirgizië ·
Koeweit ·
Kroatië ·
Laos ·
Libanon ·
Libië ·
Litouwen ·
Madagaskar ·
Malediven ·
Maleisië ·
Mali ·
Marokko ·
Mexico ·
Montenegro ·
Mozambique ·
Myanmar ·
Nederland ·
Nepal ·
Nicaragua ·
Nieuw-Zeeland ·
Nigeria ·
Noord-Korea ·
Noord-Macedonië ·
Oeganda ·
Oekraïne ·
Oezbekistan ·
Oman ·
Oostenrijk ·
Pakistan ·
Palestina ·
Panama ·
Papoea-Nieuw-Guinea ·
Paraguay ·
Peru ·
Polen ·
Portugal ·
Qatar ·
Roemenië ·
Rusland ·
Saoedi-Arabië ·
Schotland ·
Senegal ·
Sierra Leone ·
Singapore ·
Slowakije ·
Sovjet-Unie ·
Spanje ·
Sri Lanka ·
Syrië ·
Tadzjikistan ·
Taiwan ·
Thailand ·
Togo ·
Trinidad en Tobago ·
Tsjecho-Slowakije ·
Tunesië ·
Turkije ·
Turkmenistan ·
Uruguay ·
Venezuela ·
Verenigde Arabische Emiraten ·
Verenigde Staten ·
Vietnam ·
Wales ·
Wit-Rusland ·
Zambia ·
Zuid-Jemen ·
Zuid-Korea ·
Zweden
Angola (2006) ·
Argentinië (2014) ·
Bosnië en Herzegovina (2014) ·
Marokko (2018) ·
Mexico (2006) ·
Nigeria (2014) ·
Portugal (2006) ·
Portugal (2018) ·
Spanje (2018)
DPR Korean Football Association · A-internationals · Selecties · Bondscoaches · Noord-Koreaans vrouwenelftal · Noord-Korea U21 · Noord-Korea U20 · Noord-Korea U19 · Noord-Korea U18 · Noord-Korea U17
1959 – 1969 · 
1970 – 1979 · 
1980 – 1989 · 
1990 – 1999 · 
2000 – 2009 · 
2010 – 2019
AC 1980 ·
AC 1992 ·
AC 2011 ·
AC 2015
WK 1966 ·
WK 2010
OS 1964 ·
OS 1976
1959 ·
1960 ·
1961–1964 · 
1965 ·
1966 ·
1967–1972 · 
1973 ·
1974 ·
1975 ·
1976 ·
1977 · 
1978 ·
1979 ·
1980 ·
1981 ·
1982 ·
1983–1984 · 
1985 ·
1986 ·
1987 · 
1988 ·
1989 ·
1990 ·
1991 ·
1992 ·
1993 ·
1994–1997 · 
1998 ·
1999 ·
2000 ·
2001 ·
2002 ·
2003 ·
2004 ·
2005 ·
2006 · 
2007 ·
2008 ·
2009 ·
2010 ·
2011 ·
2012 ·
2013 ·
2014 ·
2015 ·
2016 ·
2017
Afghanistan ·
Australië · 
Bahrein · 
Bangladesh · 
Bolivia · 
Brazilië · 
Bulgarije ·
Burkina Faso ·
Cambodja · 
Canada · 
Chili · 
China · 
Congo-Brazzaville · 
Egypte · 
Filipijnen · 
Finland · 
Griekenland · 
Guam · 
Guinee ·
Hongkong · 
India · 
Indonesië · 
Irak · 
Iran · 
Italië · 
Ivoorkust · 
Japan · 
Jemen · 
Jordanië · 
Kazachstan · 
Kirgizië · 
Koeweit · 
Letland · 
Libanon · 
Macau · 
Maleisië · 
Mali · 
Mexico · 
Mongolië · 
Myanmar · 
Nepal · 
Nigeria · 
Noorwegen · 
Oezbekistan · 
Oman · 
Pakistan ·
Palestina · 
Paraguay ·
Polen · 
Portugal · 
Qatar · 
Saoedi-Arabië · 
Singapore · 
Sovjet-Unie · 
Sri Lanka · 
Syrië · 
Tadzjikistan · 
Taiwan · 
Thailand · 
Turkmenistan · 
Venezuela · 
Verenigde Arabische Emiraten · 
Verenigde Staten · 
Vietnam · 
Zambia · 
Zuid-Afrika · 
Zuid-Korea · 
Zweden
Ivoorkust (2010) ·